# Cattedrale di Dunkeld
La cattedrale di Dunkeld è un luogo di culto della Chiesa di Scozia che sorge sulle rive del fiume Tay, a Dunkeld, in Scozia ed è consacrata a san Colomba di Scozia.
La natura ecclesiastica della fondazione viene resa evidente dalla presenza della cattedrale che possiede alto valore storico e spirituale.

## Storia
La chiesa primitiva di Dunkeld fu, per un certo tempo, il luogo principale dell'attività ecclesiastica dell'est della Scozia.

Nel 730 i monaci missionari celtici costruirono in tal luogo il primo monastero rendendo sacro quel sito sino ai giorni nostri.

La costruzione dell'edificio in pietra fu iniziata nel 1260 e terminata nel 1501, attualmente porta la denominazione di cattedrale pur non essendo più sede vescovile in quanto la diocesi omonima è stata abolita nella Chiesa di Scozia.

Nel 1689 nei pressi della cattedrale fu combattuta la battaglia di Dunkeld.

## Descrizione
La cattedrale si trova sulla riva nord del fiume Tay, ad ovest rispetto al centro di Dunkeld e data la sua posizione, l'accesso all'area dove sorge è possibile solo a piedi. La chiesa è un edificio con due parti a sé stanti di cui la parte orientale è una chiesa parrocchiale mentre la parte occidentale comprende il campanile e la sala capitolare. Ad eccezione di questi, la parte ad ovest della chiesa è in rovina.

## Museo
Il museo della cattedrale si trova nella ex sala capitolare e sacrestia, sul lato nord del coro ed offre una raccolta di reliquie da tempi monastici e medievali e mostre di storia locale. Dopo la riforma scozzese, questa camera è stata usata come un corridoio di sepoltura da parte dei conti, marchesi e duchi di Atholl, contenendo un certo numero di monumenti elaborati tra il XVII e il XIX secolo. 
All'interno del museo sono conservate anche due lastre paleocristiane incrociate e una lastra raffigurante la storia di Dunkeld e della cattedrale.

Nel giugno 2005, ci fu un furto importante dal museo della cattedrale e tra gli oggetti rubati c'era una campana bronzea con un manico di legno che è stata utilizzata nella cattedrale sin dal XVII secolo.

## Funzione parrocchiale
La cattedrale di Dunkeld è ancora utilizzata come la chiesa parrocchiale della Chiesa di Scozia, con servizi ogni domenica (anche se la congregazione usa la più piccola chiesa "Little Dunkeld" nei mesi invernali). L'attuale ministro (dal 2001) è il reverendo R. Fraser Penny.

## Sepolture

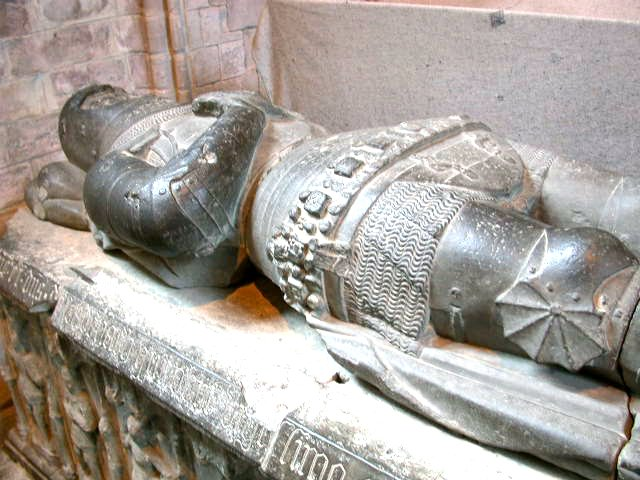
La tomba di Alessandro Stewart

Ai tempi di Kenneth I di Scozia le spoglie di Columba di Iona furono divise tra Dunkeld e Kells.
- In questa cattdrale vi sono sepolte anche le spoglie del conte Alessandro Stuart, (1343 – 1405).
- John Scotus (vescovo di Dunkeld), (1183–1203)
- Geoffrey de Liberatione (vescovo di Dunkeld), (1236-1249)
- Richard de Inverkeithing ciambellano del re Alessandro II di Scozia e vescovo di Dunkeld, (1250/2–1272)
- William Sinclair (vescovo di Dunkeld), (1309–1337)
- Michael de Monymusk (vescovo di Dunkeld), (1370–1376)
- Sir John Stewart di Balveny, (c. 1440–1512)
- Robert Cockburn (vescovo di Dunkeld), (1524–1526)
- Charles Edward Stuart conte di Roehenstart, (1784–1854)

## Galleria d'immagini

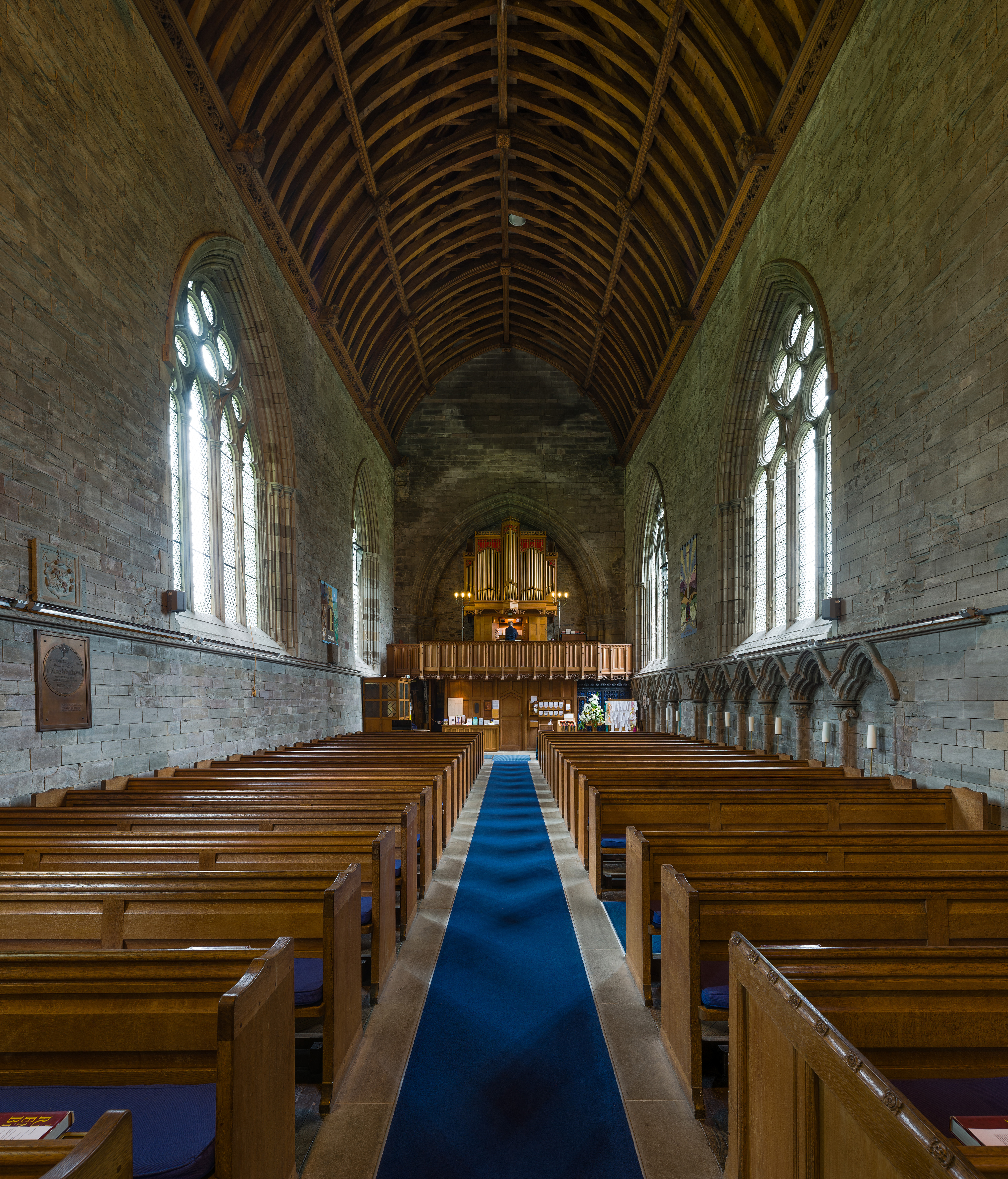
Interno della cattedrale visto dall'altare
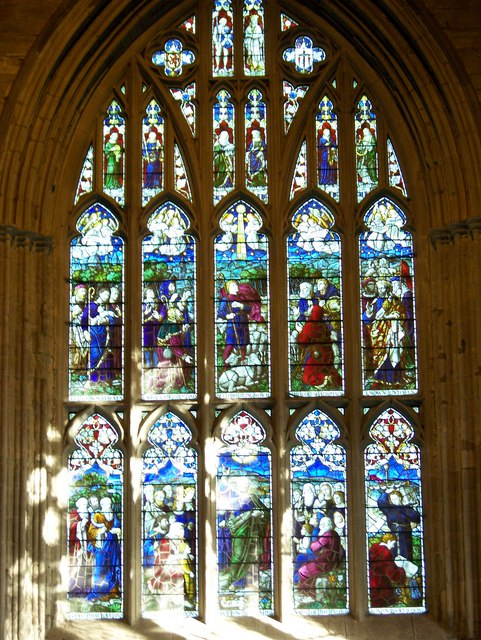
Finestra ad est
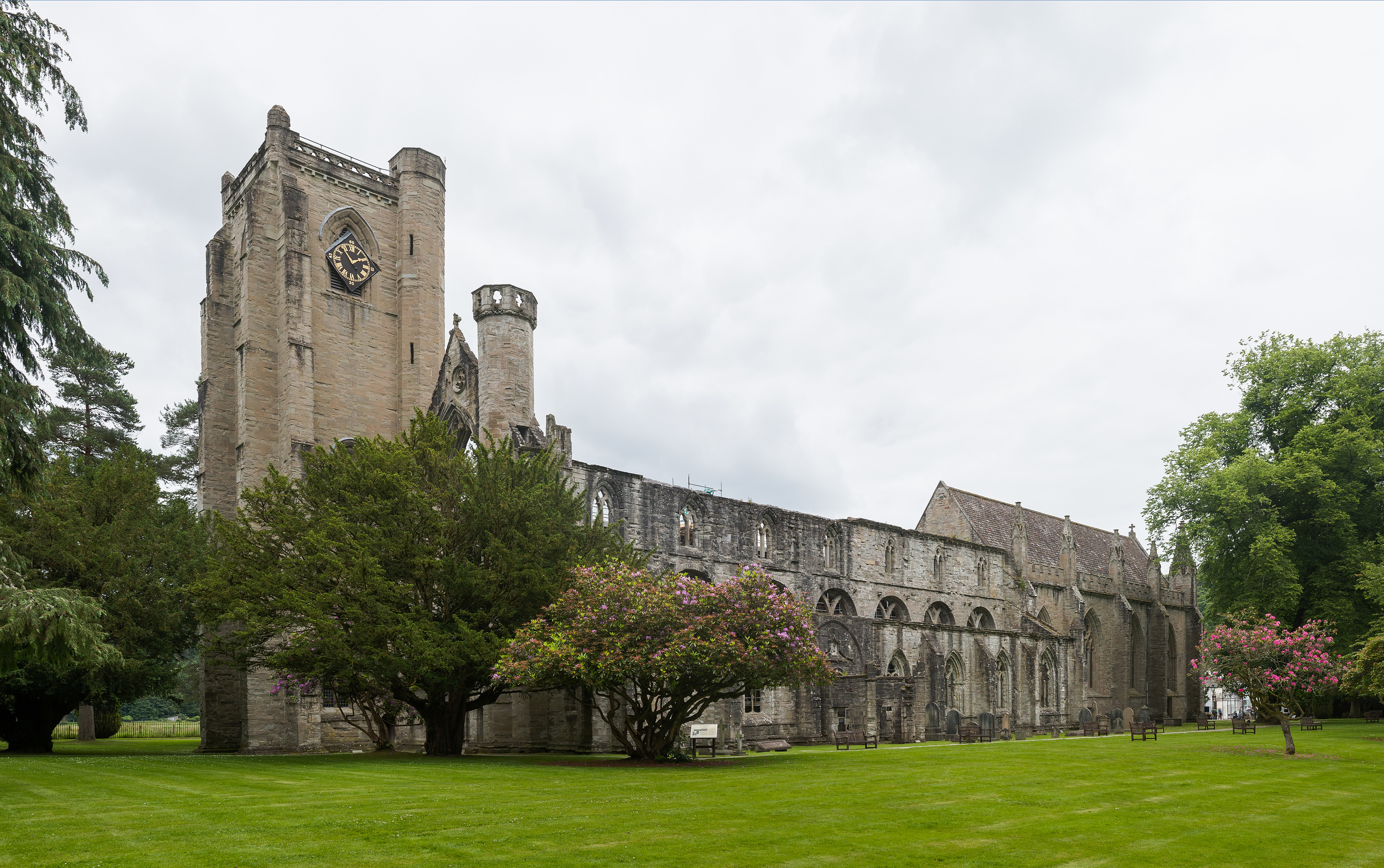
Rovine della navata
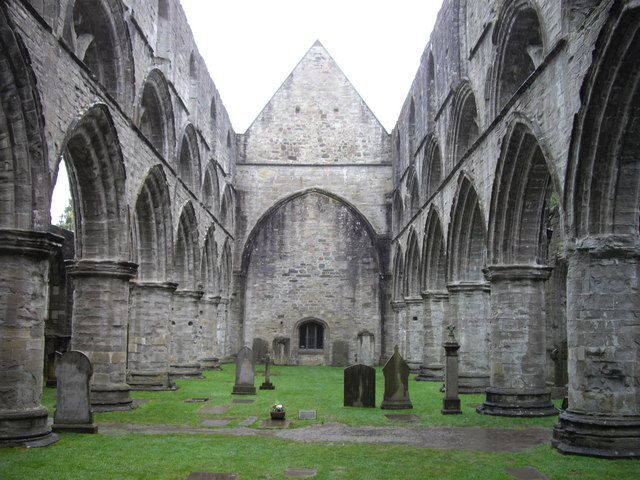
Navata vista dall'interno
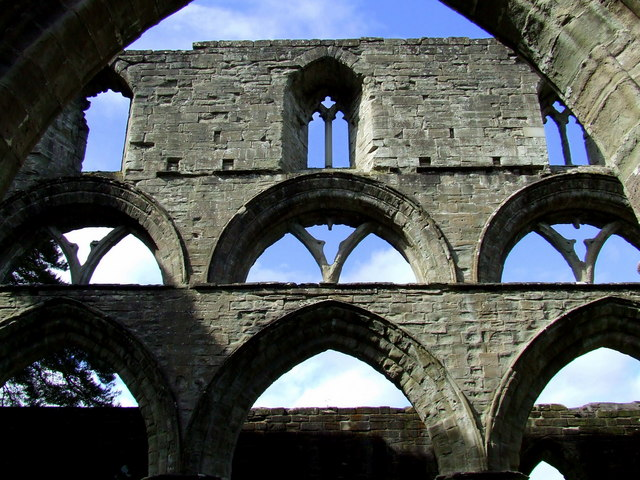
Archi della navata
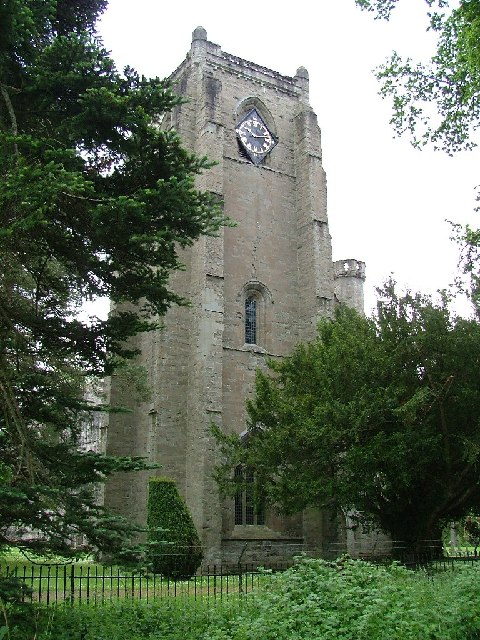
La torre della cattedrale
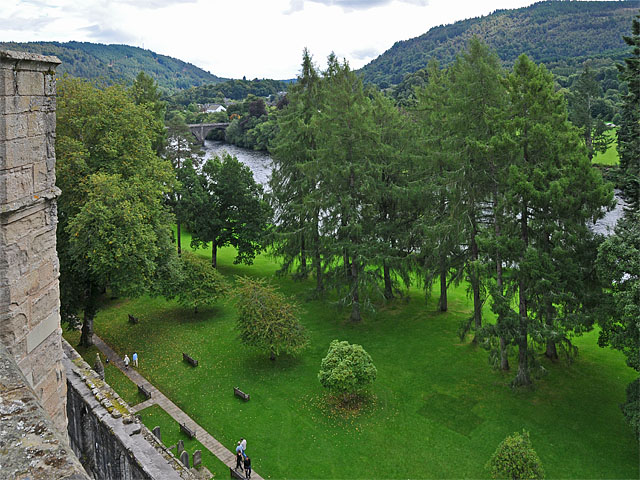
Panorama visto dalla torre
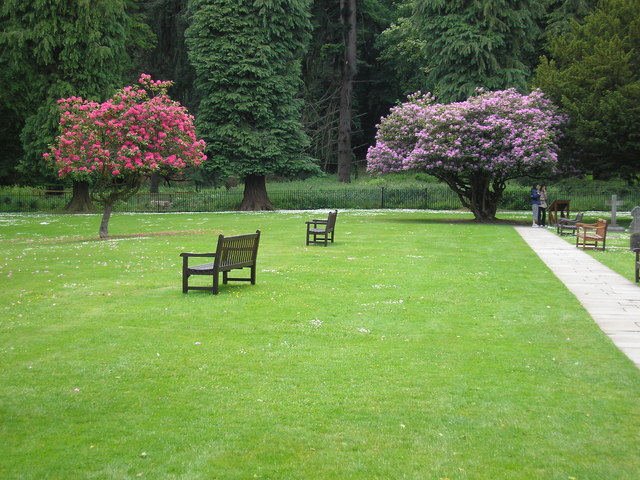
Esterno della cattedrale